# Indonézia a 2016. évi nyári olimpiai játékokon
Indonézia a brazíliai Rio de Janeiróban megrendezett 2016. évi nyári olimpiai játékok egyik részt vevő nemzete volt. Az országot az olimpián 7 sportágban 28 sportoló képviselte, akik összesen 3 érmet szereztek.

## Érmesek
| Érem  | Versenyző                    | Sportág     | Versenyszám  |
| ----- | ---------------------------- | ----------- | ------------ |
| Arany | Tontowi Ahmad Lilyana Natsir | Tollaslabda | Vegyes páros |
| Ezüst | Eko Yuli Irawan              | Súlyemelés  | Férfi 62 kg  |
| Ezüst | Sri Wahyuni Agustiani        | Súlyemelés  | Női 48 kg    |

## Atlétika
Férfi
| Versenyző     | Versenyszám | Selejtező | Selejtező | Selejtező | Előfutam | Előfutam | Előfutam | Elődöntő | Elődöntő | Elődöntő | Döntő   | Döntő    |
| Versenyző     | Versenyszám | Idő       | Hely.     | Össz.     | Idő      | Hely.    | Össz.    | Idő      | Hely.    | Össz.    | Idő     | Helyezés |
| ------------- | ----------- | --------- | --------- | --------- | -------- | -------- | -------- | -------- | -------- | -------- | ------- | -------- |
| Sudirman Hadi | 100 m       | 10,77     | 2.        | 5.        | 10,70    | 9.       | 65.      | kiesett  | kiesett  | kiesett  | kiesett | kiesett  |

Női
| Versenyző           | Versenyszám | Selejtező | Selejtező | Döntő    | Döntő    |
| Versenyző           | Versenyszám | Eredmény  | Helyezés  | Eredmény | Helyezés |
| ------------------- | ----------- | --------- | --------- | -------- | -------- |
| Maria Natalia Londa | Távolugrás  | 629 cm    | 25.       | kiesett  | kiesett  |

## Evezés
Férfi
| Versenyző | Versenyszám  | Előfutam | Előfutam | Vigaszág | Vigaszág | Negyeddöntő | Negyeddöntő | Elődöntő | Elődöntő | Elődöntő | Döntő | Döntő   | Döntő | Helyezés |
| Versenyző | Versenyszám  | Idő      | Hely.    | Idő      | Hely.    | Idő         | Hely.       | Típus    | Idő      | Hely.    | Típus | Idő     | Hely. | Helyezés |
| --------- | ------------ | -------- | -------- | -------- | -------- | ----------- | ----------- | -------- | -------- | -------- | ----- | ------- | ----- | -------- |
| Memo      | Egypárevezős | 7:14,17  | 3.       | erőnyerő | erőnyerő | 6:59,76     | 4.          | C/D      | 7:25,60  | 3.       | C     | 6:59,44 | 4.    | 16.      |

Női
| Versenyző      | Versenyszám  | Előfutam | Előfutam | Vigaszág | Vigaszág | Negyeddöntő   | Negyeddöntő   | Elődöntő | Elődöntő | Elődöntő | Döntő | Döntő   | Döntő | Helyezés |
| Versenyző      | Versenyszám  | Idő      | Hely.    | Idő      | Hely.    | Idő           | Hely.         | Típus    | Idő      | Hely.    | Típus | Idő     | Hely. | Helyezés |
| -------------- | ------------ | -------- | -------- | -------- | -------- | ------------- | ------------- | -------- | -------- | -------- | ----- | ------- | ----- | -------- |
| Dewi Yuliawati | Egypárevezős | 9:36,10  | 6.       | 8:14,81  | 5.       | nem jutott be | nem jutott be | E/F      | 8:39,95  | 2.       | E     | 8:44,54 | 5.    | 29.      |

## Íjászat
Férfi
| Versenyző                                      | Versenyszám | Selejtező | Selejtező | 64-es főtábla                        | 32-es főtábla                            | Nyolcaddöntő | Negyeddöntő                                                                      | Elődöntő          | Döntő             | Helyezés |
| Versenyző                                      | Versenyszám | Pont      | Kiemelés  | Ellenfél Eredmény                    | Ellenfél Eredmény                        | Ellenfél Eredmény                                                                                               | Ellenfél Eredmény                                                                | Ellenfél Eredmény | Ellenfél Eredmény | Helyezés |
| ---------------------------------------------- | ----------- | --------- | --------- | ------------------------------------ | ---------------------------------------- | --- | -------------------------------------------------------------------------------- | ----------------- | ----------------- | -------- |
| Riau Ega Agatha                                | Egyéni      | 660       | 33.       | Hszing Jü (Xing Yu) (CHN)(32.) · 7-1 | Kim Udzsin (Kim Woo-jin) (KOR)(1.) · 6-2 | Mauro Nespoli (ITA)(16.) · 0-6                                                                                  | kiesett                                                                          | kiesett           | kiesett           | 9.       |
| Hendra Purnama                                 | Egyéni      | 655       | 40.       | Viktor Ruban (UKR)(25.) · 3-7        | kiesett                                  | kiesett | kiesett                                                                          | kiesett           | kiesett           | 33.      |
| Muhammad Wijaya                                | Egyéni      | 647       | 49.       | Mauro Nespoli (ITA)(16.) · 3-7       | kiesett                                  | kiesett | kiesett                                                                          | kiesett           | kiesett           | 33.      |
| Riau Ega Agatha Hendra Purnama Muhammad Wijaya | Csapat      | 1962      | 10.       |                                      |                                          | Tajvan (TPE) · Vej Csün-hang (Wei Chun-heng) · Kao Hao-ven (Kao Hao-wen) · Jü Kuan-lin (Yu Guan-lin) (7.) · 6–2 | Egyesült Államok (USA) · Brady Ellison · Zach Garrett · Jake Kaminski (2.) · 2–6 | kiesett           | kiesett           | 6.       |

Női
| Versenyző              | Versenyszám | Selejtező | Selejtező | 64-es főtábla                  | 32-es főtábla     | Nyolcaddöntő      | Negyeddöntő       | Elődöntő          | Döntő             | Helyezés |
| Versenyző              | Versenyszám | Pont      | Kiemelés  | Ellenfél Eredmény              | Ellenfél Eredmény | Ellenfél Eredmény | Ellenfél Eredmény | Ellenfél Eredmény | Ellenfél Eredmény | Helyezés |
| ---------------------- | ----------- | --------- | --------- | ------------------------------ | ----------------- | ----------------- | ----------------- | ----------------- | ----------------- | -------- |
| Ika Yuliana Rochmawati | Egyéni      | 617       | 42.       | Naomi Folkard (GBR)(23.) · 5-6 | kiesett           | kiesett           | kiesett           | kiesett           | kiesett           | 33.      |

## Kerékpározás

### BMX
| Versenyző       | Versenyszám | Selejtező | Selejtező | Negyeddöntő | Negyeddöntő | Elődöntő | Elődöntő | Döntő   | Döntő    | Helyezés |
| Versenyző       | Versenyszám | Idő       | Helyezés  | Pont        | Helyezés    | Pont     | Helyezés | Idő     | Helyezés | Helyezés |
| --------------- | ----------- | --------- | --------- | ----------- | ----------- | -------- | -------- | ------- | -------- | -------- |
| Toni Syarifudin | Férfi       | 40,975    | 31.       | 22          | 7.          | kiesett  | kiesett  | kiesett | kiesett  | 27.      |

## Súlyemelés
Férfi
| Versenyző       | Versenyszám | Szakítás                 | Szakítás                 | Lökés    | Lökés    | Összesen | Helyezés |
| Versenyző       | Versenyszám | Eredmény                 | Helyezés                 | Eredmény | Helyezés | Összesen | Helyezés |
| --------------- | ----------- | ------------------------ | ------------------------ | -------- | -------- | -------- | -------- |
| Eko Yuli Irawan | 62 kg       | 142                      | 2.                       | 170      | 3.       | 312      |          |
| Hasbi Muhamad   | 62 kg       | 130                      | 7.                       | 160      | 8.       | 290      | 7.       |
| I Ketut Ariana  | 69 kg       | érvényes kísérlet nélkül | érvényes kísérlet nélkül | kiesett  | kiesett  | kiesett  | kiesett  |
| Taufik Triyatno | 69 kg       | 142                      | 10.                      | 175      | 13.      | 317      | 9.       |
| Deni            | 77 kg       | 146                      | 13.                      | 177      | 12.      | 323      | 12.      |

Női
| Versenyző             | Versenyszám | Szakítás | Szakítás | Lökés    | Lökés    | Összesen | Helyezés |
| Versenyző             | Versenyszám | Eredmény | Helyezés | Eredmény | Helyezés | Összesen | Helyezés |
| --------------------- | ----------- | -------- | -------- | -------- | -------- | -------- | -------- |
| Sri Wahyuni Agustiani | 48 kg       | 85       | 2.       | 107      | 2.       | 192      |          |
| Dewi Safitri          | 53 kg       | 80       | 8.       | 105      | 6.       | 185      | 7.       |

## Tollaslabda
| Versenyző                               | Versenyszám  | Csoportkör | Csoportkör | Nyolcaddöntő                             | Negyeddöntő                                                                    | Elődöntő                                                                       | Bronz- mérkőzés   | Döntő                                                         | Helyezés |
| Versenyző                               | Versenyszám  | Ellenfél Eredmény | Hely.      | Ellenfél Eredmény                        | Ellenfél Eredmény                                                              | Ellenfél Eredmény                                                              | Ellenfél Eredmény | Ellenfél Eredmény                                             | Helyezés |
| --------------------------------------- | ------------ | --- | ---------- | ---------------------------------------- | ------------------------------------------------------------------------------ | ------------------------------------------------------------------------------ | ----------------- | ------------------------------------------------------------- | -------- |
| Tommy Sugiarto                          | Férfi egyes  | J csoport · Howard Shu (USA) · 21–14, 21-10 · Osleini Guerrero (CUB) · 21–12, 21-14 | 1.         | Rajiv Ouseph (GBR) · 13–21, 21–14, 16–21 | kiesett                                                                        | kiesett                                                                        | kiesett           | kiesett                                                       | 9.       |
| Muhammad Ahsan Hendra Setiawan          | Férfi páros  | D csoport · India (IND) · Manu Attri · B. Sumeeth Reddy · 21-18, 21-13 · Japán (JPN) · Hiroyuki Endo · Kenichi Hayakawa · 17–21, 21-16, 14–21 · Kína (CHN) · Chai Biao · Hong Wei · 15–21, 17–21                                             | 3.         |                                          | kiesett                                                                        | kiesett                                                                        | kiesett           | kiesett                                                       | 9.       |
| Lindaweni Fanetri                       | Női egyes    | J csoport · Vũ Thị Trang (VIE) · 12–21, 11–21 · Okuhara Nozomi (JPN) · 12–21, 12–21 | 3.         | kiesett                                  | kiesett                                                                        | kiesett                                                                        | kiesett           | kiesett                                                       | 28.      |
| Nitya Krishinda Maheswari Greysia Polii | Női páros    | C csoport · Hongkong (HKG) · Poon Lok Yan · Tse Ying Suet · 21-9, 21-11 · Nagy-Britannia (GBR) · Heather Olver · Lauren Smith · 21-10, 21-13 · Malajzia (MAS) · Vivian Hoo · Woon Khe Wei · 21-19, 21-19                                     | 1.         |                                          | Kína (CHN) · Jü Jang (Yu Yang) · Tang Jüan-ting (Tang Yuanting) · 11–21, 14–21 | kiesett                                                                        | kiesett           | kiesett                                                       | 5.       |
| Tontowi Ahmad Lilyana Natsir            | Vegyes páros | C csoport · Ausztrália (AUS) · Leanne Choo · Robin Middleton · 21–7, 21–8 · Thaiföld (THA) · Savitree Amitrapai · Bodin Isara · 21–11, 21–13 · Malajzia (MAS) · Chan Peng Soon · Goh Liu Ying · 21–15, 21–11                                 | 1.         |                                          | Indonézia (INA) · Praveen Jordan · Debby Susanto · 21–16, 21–11                | Kína (CHN) · Csang Nan (Zhang Nan) · Csao Jün-lej (Zhao Yunlei) · 21–16, 21–15 |                   | Malajzia (MAS) · Chan Peng Soon · Goh Liu Ying · 21–14, 21–12 |          |
| Praveen Jordan Debby Susanto            | Vegyes páros | A csoport · Hongkong (HKG) · Chau Hoi Wah · Chun Hei Lee · 21–12, 19–21, 21–15 · Németország (GER) · Michael Fuchs · Birgit Overzier-Michels · 21–16, 21–15 · Kína (CHN) · Csang Nan (Zhang Nan) · Csao Jün-lej (Zhao Yunlei) · 11–21, 18–21 | 2.         |                                          | Indonézia (INA) · Tontowi Ahmad · Lilyana Natsir · 16–21, 11–21                | kiesett                                                                        | kiesett           | kiesett                                                       | 5.       |

## Úszás
Férfi
| Versenyző            | Versenyszám    | Előfutam | Előfutam | Előfutam | Elődöntő | Elődöntő | Elődöntő | Döntő   | Döntő    |
| Versenyző            | Versenyszám    | Idő      | Hely.    | Össz.    | Idő      | Hely.    | Össz.    | Idő     | Helyezés |
| -------------------- | -------------- | -------- | -------- | -------- | -------- | -------- | -------- | ------- | -------- |
| Glenn Victor Sutanto | 100 m pillangó | 54,25    | 3.       | 35.      | kiesett  | kiesett  | kiesett  | kiesett | kiesett  |

Női
| Versenyző       | Versenyszám | Előfutam | Előfutam | Előfutam | Elődöntő | Elődöntő | Elődöntő | Döntő   | Döntő    |
| Versenyző       | Versenyszám | Idő      | Hely.    | Össz.    | Idő      | Hely.    | Össz.    | Idő     | Helyezés |
| --------------- | ----------- | -------- | -------- | -------- | -------- | -------- | -------- | ------- | -------- |
| Yessy Yosaputra | 200 m hát   | 2:20,88  | 4.       | 28.      | kiesett  | kiesett  | kiesett  | kiesett | kiesett  |